# Orden del Príncipe Yaroslav el Sabio
La Orden del Príncipe Yaroslav el Sabio (en ucraniano: орден князя Ярослава Мудрого) es una condecoración de Ucrania.  Se otorga por servicios distinguidos al estado y al pueblo de la nación ucraniana en el campo de la construcción del estado, el fortalecimiento del prestigio internacional de Ucrania, el desarrollo de la economía, la ciencia, la educación, la cultura, el arte, la atención médica, por actividades caritativas, humanísticas y públicas sobresalientes.
Fue instituida el 23 de agosto de 1995 por el presidente Leonid Kuchma. Lleva su nombre en memoria de Yaroslav I (978-1054). Hasta 1998 fue la condecoración más alta, pero ese año fue desplazada por el título Héroe de Ucrania, y en 2008 nuevamente descendió en la precedencia al crearse la Orden de la Libertad.
La Ley 766/95 la estableció en cinco grados para honrar a quienes realizaron un destacado servicio a Ucrania en el ámbito de la construcción nacional, el fortalecimiento de la autoridad internacional de Ucrania, la economía, la ciencia, la educación, la cultura, el arte, la salud, la caridad y actividades humanitarias y sociales.
La Orden del Príncipe Yaroslav el Sabio se puede conceder a título póstumo y es irrevocable.

## Historia
El 23 de agosto de 1995, el Decreto del Presidente de Ucrania, Leonid Kuchma Nº 766/95, estableció la concesión del Presidente de Ucrania de la «Orden del Príncipe Yaroslav el Sabio» I, II, III, IV y V grado. El Decreto también aprobó el Estatuto de la concesión y la descripción de la insignia de la Orden del V grado; fue comisionado por la Comisión de Premios Estatales de Ucrania bajo el presidente de Ucrania sobre una base competitiva para desarrollar un proyecto y descripción de la insignia de la Orden del Príncipe Yaroslav el Sabio I, II, III y IV grado.

## Estatuto de la Orden del Príncipe Yaroslav el Sabio
1. La Orden del Príncipe Yaroslav el Sabio se otorga a ciudadanos de Ucrania, ciudadanos extranjeros, apátridas.
2. La concesión de la Orden del Príncipe Yaroslav el Sabio se lleva a cabo por el Decreto del Presidente de Ucrania.
3. El grado más alto de la orden es el primer grado.
4. Fue galardonado con la Orden del Príncipe Yaroslav el Sabio de cualquier grado y se le llama Caballero de la Orden del Príncipe Yaroslav el Sabio.
5. El lema de la Orden del Príncipe Yaroslav el Sabio: «Sabiduría, honor, gloria».
6. La Orden del Príncipe Yaroslav el Sabio se otorga a los ciudadanos de Ucrania que han sido galardonados con uno de los premios estatales de Ucrania u honores del Presidente de Ucrania.
7. La concesión de la Orden de Yaroslav el Sabio se lleva a cabo de manera consistente, comenzando con el grado V. La concesión de la Orden del Príncipe Yaroslav el Sabio del siguiente grado es posible no antes de 3 años después de la concesión de la Orden del grado anterior.
8. La concesión de la Orden del Príncipe Yaroslav el Sabio se puede llevar a cabo póstumamente.
9. Nadie tiene derecho a privar a un caballero de la Orden del Príncipe Yaroslav el Sabio de su premio.
10. Los ciudadanos extranjeros y los apátridas reciben:
  - Orden del Príncipe Yaroslav el Sabio del 1er grado – el jefe de los estados soberanos;
  - Orden del Príncipe Yaroslav el Sabio de grado II – jefes de gobiernos y parlamentos de estados soberanos, estadistas prominentes y figuras públicas;
  - Orden del Príncipe Yaroslav el Sabio III grado – Ministros de Asuntos Exteriores, jefes de otros ministerios de relaciones exteriores, embajadores de estados extranjeros en Ucrania;
  - Orden del Príncipe Yaroslav el Sabio IV y V grado: científicos famosos, artistas, escritores, figuras religiosas, empresarios, activistas de derechos humanos, atletas y otros.
11. La Orden del Príncipe Yaroslav el Sabio de todos los grados generalmente es otorgada por el presidente de Ucrania.
12. La Orden del Príncipe Yaroslav el Sabio recibe un conjunto de atributos del premio:
  - al primer grado: una insignia de la Orden, dos estrellas de la Orden, una cinta de premio al hombro con un arco, una miniatura de la insignia de la Orden, un diploma de concesión;
  - al segundo grado: el signo de la orden, la estrella de la orden, la miniatura del signo de la orden, el libro de pedidos;
  - a III, IV, V grado: el signo de la orden, la miniatura del signo de la orden, el libro de pedidos.
13. En caso de pérdida (daño) de los atributos de la Orden del Príncipe Yaroslav el Sabio, generalmente no se emiten duplicados.
14. Los duplicados de la insignia, las estrellas de la orden, las miniaturas de la insignia de la Orden del Príncipe Yaroslav el Sabio y el Libro de la Orden son emitidos por la Comisión de Premios Estatales y Heráldica bajo el presidente de Ucrania a su discreción a expensas del destinatario o de forma gratuita.

## Insignias de la orden por grado
La insignia de la Orden está hecha de plata, el reverso de la insignia es plano, con el número grabado de la insignia y las palabras «Sabiduría, honor, gloria».
|           | Primer grado | Segunda grado | Tercera grado | Cuarta grado | Quinta grado |
| --------- | ------------ | ------------- | ------------- | ------------ | ------------ |
| Insignias |              |               |               |              |              |
| Estrellas | en contra    |               |               |              |              |
| Bandas    |              |               |               |              |              |